# LISTSERV
LISTSERV è un software per la creazione e gestione automatica di mailing list, newsletter, forum e gruppi di discussione tramite posta elettronica. Eric Thomas ha sviluppato LISTSERV alla Scuola Centrale di Parigi nel 1986. La versione attuale è LISTSERV 16.5-2018a. Il distributore di LISTSERV è la società L-Soft.
LISTSERV può essere installato su macchine con sistema operativo  Windows, Unix, macOS, OpenVMS e IBM VM.